# Allegro s ognjom
Allegro s ognjom (russisk: Аллегро с огнём) er en sovjetisk spillefilm fra 1979 af Vladimir Strelkov.

## Medvirkende
- Vladimir Zamanskij som Mikhail Ivankov
- Viktor Mikhajlov som Julij Makarin
- Valentin Golubenko som Stepan Tverdokhlib
- Naum Kavunovskij som
- Sergej Losev som Boris Rasjevskij